# Veliko kazalište u Varšavi
Veliko kazalište u Varšavi (polj. Teatr Wielki w Warszawie) je kulturni kompleks na Kazališnom trgu u sklopu kojeg djeluju Narodno kazalište, Poljski nacionalni balet, Nacionalna opera i Kazališni muzej. Zdanje je veličinom jedno od najvećih takve vrste u Europi, s više od dvije tisuće sjedećih mjesta. Svečano je otvoreno 24. veljače 1833. izvedbom Rossinijevog Seviljskog brijača. Nakon teških oštećenja uzrokovanih bombardiranjima u Drugom svjetskom ratu, zdanje je obnovljeno i ponovno otvoreno 1965. godine, nakon dvadesetogodišnje stanke.

## Vanjske poveznice
- Službene stranice